# Рава (футбольний клуб)
«Раватоп » — аматорський футбольний клуб з міста Рави-Руської Жовківського району Львівської області. 
Утворений у 2001 році. Виступав у Кубку України серед аматорів 2007 року. Команда три сезони виступала у другій лізі чемпіонату України: 2003/2004, 2004/2005, 2005/2006.
Вихованець рава-руського футболу Іван Лень виступає за київську Оболонь. Ще один колишній гравець команди, Роман Каракевич став найкращим бомбардиром другої ліги чемпіонату України у сезоні 2003/2004 рр., після чого перейшов до запорізького «Металурга».

## Виступи у другій лізі
Перше коло свого першого сезону у другій лізі (група "А") клуб завершив на 7-й сходинці у турнірній таблиці. Однак за підсумками сзону 2003/2004 рр. команда стала третьою.
У сезоні 2004/2005 року команда посіла у своїй підгрупі перше місце і за підсумками сезону виборола право виступати у першій лізі українського чемпіонату. Однак через різні причини, головною з яких вважають фінансову неспроможність забезпечувати виступ команди у першій лізі, команда наступний сезон знову розпочала у другій лізі. Це був початок занепаду клубу. Мотивації у команди вже не було, відвідуваність на стадіоні була низькою, а якість гри була далеко не найкращою, команда мало забивала. Тим не менше, за підсумками сезону 2005/2006 рр. «Рава» посіла третє місце. Після цього клуб знявся з першості України і ще два сезони відіграв у першій лізі чемпіонату Львівської області. З 2009 року клуб призупинив, у зв'язку із фінансово-економічною кризою, своє існування і не заявився на жоден із чемпіонатів як району, області, так і першості України.

## Виступи у Кубку України
Дебют у 1/32 фіналу Кубка України для клубу відбувся у 2003 р., де команда зустрілася із першим чемпіоном України сімферопольською "Таврією" і програла з рахунком 0:1. 
Наступного року на цій же стадії "Рава" поступилася донецькому "Шахтареві" з рахунком 1:4. Перший тайм того матчу закінчився нульовою нічиєю. Цікавим є той факт, що у другому таймі у ворота "Шахтаря" було призначено 2 (!) пенальті.
Найвищим досягненням у Кубку України був вихід до 1/16 фіналу у 2005 році. Тоді команда в 1/32 фіналу мінімально здолала "Геліос", а в 1/16 поступилася "Дніпру" з рахунком 0:2.

## Колишня емблема

## Досягнення
- Чемпіон другої ліги України - 2004/05.
- Бронзовий призер другої ліги України - 2003/04, 2005/06.
- Чемпіон Львівської області з футболу - 2002, 2007, 2008,(2017)
- Володар кубка Львівської області — 2008
- Переможець Меморіалу Ернеста Юста — 2002, 2004, 2005.

## Тренери
- 2002 Булгаков Володимир Петрович
- 2003 — 2006 Кованда Іван Михайлович
  - 2004 Блащак Ігор
- 2007 — 2008 Дубровний Юрій Михайлович